# Facundo Bagnis
Facundo Bagnis (Rosario, 27 februari 1990) is een Argentijnse tennisspeler. Hij heeft één ATP-toernooi op zijn naam staan, en dit in het dubbelspel. Hij deed mee aan verschillende grandslamtoernooien. Hij heeft vijftien challengers in het enkelspel en dertien challengers in het dubbelspel op zijn naam staan. Daarnaast won hij de gouden medaille bij de Pan-Amerikaanse Spelen in 2015, waar hij in de finale in twee sets (6-1 en 6-2) won van Nicolás Barrientos uit Colombia.

## Palmares

### Enkelspel
| Nr.                  | Datum             | Toernooi       | Ondergrond | Tegenstander in finale   | Score                 | Details |
| -------------------- | ----------------- | -------------- | ---------- | ------------------------ | --------------------- | ------- |
| verloren finales     |                   |                |            |                          |                       |         |
| 1.                   | 14 maart 2021     | ATP Santiago   | Gravel     | Cristian Garín           | 4-6, 7-6(3), 5-7      | Details |
| gewonnen challengers |                   |                |            |                          |                       |         |
| 1.                   | 28 maart 2011     | Barranquilla   | Gravel     | Diego Junqueira          | 1-6, 7-6(4), 6-0      |         |
| 2.                   | 3 juli 2012       | Arad           | Gravel     | Victor Hănescu           | 6-4, 6-4              |         |
| 3.                   | 4 maart 2013      | Santiago (1)   | Gravel     | Thiemo de Bakker         | 7-6(2), 7-6(3)        |         |
| 4.                   | 15 september 2013 | Cali           | Gravel     | Facundo Argüello         | 2-6, 6-4, 6-3         |         |
| 5.                   | 15 maart 2015     | Santiago (2)   | Gravel     | Guilherme Clezar         | 6-2, 5-7, 6-2         |         |
| 6.                   | 17 januari 2016   | Buenos Aires   | Gravel     | Arthur De Greef          | 6-3, 6-2              |         |
| 7.                   | 24 januari 2016   | Rio de Janeiro | Gravel     | Guilherme Clezar         | 6-4, 4-6, 6-2         |         |
| 8.                   | 13 maart 2016     | Santiago (3)   | Gravel     | Rogério Dutra da Silva   | 6-7(3), 6-4, 6-3      |         |
| 9.                   | 1 oktober 2016    | Medellín       | Gravel     | Caio Zampieri            | 63-7, 7-5, 6-2        |         |
| 10.                  | 9 oktober 2016    | Campinas       | Gravel     | Carlos Berlocq           | 5-7, 6-2, 3-0, opgave |         |
| 11.                  | 12 november 2016  | Bogota         | Gravel     | Horacio Zeballos         | 3-6, 6-3, 7-64        |         |
| 12.                  | 24 juni 2018      | L'Aquila       | Gravel     | Paolo Lorenzi            | 2-6, 6-3, 6-4         |         |
| 13.                  | 28 september 2020 | Biella         | Gravel     | Blaž Kavčič              | 6-74, 6-4, opgave     |         |
| 14.                  | 11 juli 2021      | Salzburg-Anif  | Gravel     | Federico Coria           | 6-4, 3-6, 6-2         |         |
| 15.                  | 3 april 2022      | Pereira        | Gravel (i) | Facundo Mena             | 6-3, 6-0              |         |
| 16.                  | 23 oktober 2022   | Ambato         | Gravel     | João Lucas Reis da Silva | 7-6(7), 6-4           |         |

### Dubbelspel
| Nr.                                  | Datum             | Toernooi       | Ondergrond | Partner           | Tegenstanders in finale             | Score               | Details |
| ------------------------------------ | ----------------- | -------------- | ---------- | ----------------- | ----------------------------------- | ------------------- | ------- |
| gewonnen finales herendubbelspel     |                   |                |            |                   |                                     |                     |         |
| 1.                                   | 14 juli 2013      | ATP Stuttgart  | Gravel     | Thomaz Bellucci   | Tomasz Bednarek Mateusz Kowalczyk   | 2-6, 6-4, [11-9]    | Details |
| gewonnen challengers herendubbelspel |                   |                |            |                   |                                     |                     |         |
| 1.                                   | 28 februari 2011  | Salinas        | Gravel     | Federico Delbonis | Rogério Dutra da Silva João Souza   | 6-2, 6-1            |         |
| 2.                                   | 15 oktober 2012   | Villa Allende  | Gravel     | Diego Junqueira   | Ariel Behar Guillermo Durán         | 6-1, 6-2            |         |
| 3.                                   | 5 november 2012   | Guayaquil      | Gravel     | Martín Alund      | Leonardo Mayer Martin Rios-Benitez  | 7-5, 7-6(5)         |         |
| 4.                                   | 8 april 2013      | Barranquilla   | Gravel     | Federico Delbonis | Fabiano De Paula Stefano Ianni      | 6-3, 7-5            |         |
| 5.                                   | 4 mei 2014        | Cali           | Gravel     | Eduardo Schwank   | Nicolás Barrientos Eduardo Struvay  | 6-3, 6-3            |         |
| 6.                                   | 21 september 2014 | Campinas       | Gravel     | Diego Schwartzman | André Ghem Fabrício Neis            | 7-6(4), 5-7, [10-7] |         |
| 7.                                   | 19 oktober 2014   | San Juan       | Gravel     | Martín Alund      | Diego Schwartzman Horacio Zeballos  | 4-6, 6-3, [10-7]    |         |
| 8.                                   | 19 april 2015     | Sarasota       | Gravel     | Facundo Argüello  | Chung Hyeon Divij Sharan            | 3-6, 6-2, [13-11]   |         |
| 9.                                   | 31 mei 2015       | Vicenza        | Gravel     | Guido Pella       | Salvatore Caruso Federico Gaio      | 6-2, 6-4            |         |
| 10.                                  | 17 januari 2016   | Buenos Aires   | Gravel     | Máximo González   | Sergio Galdós Christian Lindell     | 6-1, 6-2            |         |
| 11.                                  | 4 maart 2018      | Punta del Este | Gravel     | Ariel Behar       | Simone Bolelli Alessandro Giannessi | 6-2, 7-67           |         |
| 12.                                  | 10 november 2019  | Montevideo     | Gravel     | Andrés Molteni    | Orlando Luz Rafael Matos            | 6-4, 5-7, [12-10]   |         |
| 13.                                  | 11 juli 2021      | Salzburg-Anif  | Gravel     | Sergio Galdós     | Robert Galloway Alex Lawson         | 6-0, 6-3            |         |

## Resultaten
| Legenda | Legenda                          |
| ------- | -------------------------------- |
| g.t.    | geen toernooi gehouden           |
| l.c.    | lagere categorie                 |
| –       | niet deelgenomen                 |
| G       | uitgeschakeld in de groepsfase   |
| 1R      | uitgeschakeld in de eerste ronde |
| 2R      | uitgeschakeld in de tweede ronde |
| 3R      | uitgeschakeld in de derde ronde  |
| 4R      | uitgeschakeld in de vierde ronde |
| KF      | uitgeschakeld in de kwartfinale  |
| HF      | uitgeschakeld in de halve finale |
| F       | de finale verloren               |
| W       | het toernooi gewonnen            |
| w-v     | winst/verlies-balans             |

### Enkelspel
| Grandslamtoernooien |      |      |    |      |      |      |      |      |      |
| Australian Open     | –    | –    | –  | 1R   | –    | –    | –    | –    | 1R   |
| Roland Garros       | 2R   | –    | 2R | –    | –    | –    | –    | 2R   |      |
| Wimbledon           | –    | 1R   | 1R | 1R   | –    | –    | g.t. | 1R   |      |
| US Open             | 1R   | –    | 1R | –    | 1R   | –    | –    | 3R   |      |
| ATP Masters 1000    |      |      |    |      |      |      |      |      |      |
| Indian Wells        | –    | –    | –  | 2R   | –    | –    | g.t. | 1R   | 2R   |
| Miami               | –    | –    | –  | 1R   | –    | –    | g.t. | –    | 1R   |
| Monte Carlo         | –    | –    | –  | –    | –    | –    | g.t. | –    |      |
| Madrid              | –    | –    | –  | –    | –    | –    | g.t. | –    |      |
| Rome                | –    | –    | –  | –    | –    | –    | 1R   | –    |      |
| Montreal/Toronto    | –    | –    | –  | –    | –    | –    | g.t. | –    |      |
| Cincinnati          | –    | –    | –  | –    | –    | –    | –    | –    |      |
| Shanghai            | –    | –    | –  | –    | –    | –    | g.t. | g.t. |      |
| Parijs              | –    | –    | –  | –    | –    | –    | –    | –    |      |
| Olympische Spelen   |      |      |    |      |      |      |      |      |      |
| Olympische Spelen   | g.t. | g.t. | –  | g.t. | g.t. | g.t. | g.t. | 1R   | g.t. |
| Statistieken        |      |      |    |      |      |      |      |      |      |
| titels per jaar     | 0    | 0    | 0  | 0    | 0    | 0    | 0    | 0    | 0    |
| Eindejaarsranking   | 125  | 140  | 56 | 183  | 161  | 137  | 125  |      |      |

### Mannendubbelspel
| Grandslamtoernooien |      |      |      |      |      |    |
| Australian Open     | –    | 1R   | –    | –    | –    | –  |
| Roland Garros       | 1R   | 1R   | –    | –    | –    | –  |
| Wimbledon           | –    | –    | –    | –    | g.t. | 1R |
| US Open             | –    | –    | –    | –    | –    |    |
| Olympische Spelen   |      |      |      |      |      |    |
| Olympische Spelen   | g.t. | g.t. | g.t. | g.t. | g.t. | 1R |
| Statistieken        |      |      |      |      |      |    |
| titels per jaar     | 0    | 0    | 0    | 0    | 0    | 0  |
| Eindejaarsranking   | 106  | 162  | 217  | 215  | 232  |    |